# Ковальчук Віталій Анатолійович
Віта́лій Анато́лійович Ковальчу́к (нар. 23 травня 1969, м. Київ) — український політик.
Перший заступник Глави Адміністрації Президента України (з 26 грудня 2014 по 19 травня 2019), Представник Президента України у Кабінеті Міністрів України (з 11 травня 2016 по 19 травня 2019), Народний депутат України 7-го і 8-го скликань. Заступник голови партії «УДАР».
Дружина - Ковальчук Наталія Володимирівна.

## Освіта
У 1986 році закінчив Ірпінську середню школу № 6 та вступив до Київського національного університету імені Тараса Шевченка на юридичний факультет.
У червні 1987 — квітні 1989 рр. проходив строкову військову службу у Збройних силах СРСР (будівельні війська) на посадах військового будівельника, курсанта та командира взводу.
У травні 1989 — червні 1993 рр. навчався та закінчив Київський національний університет імені Тараса Шевченка, отримав кваліфікацію юриста за спеціальністю «Правознавство» (повна вища освіта).
У вересні 2008 — лютому 2011 рр. навчався та закінчив Національну академію державного управління при Президентові України, отримав другу повну вищу освіту за спеціальністю «Державне управління» та здобув кваліфікацію магістра державного управління.

## Трудова діяльність
У липні 1993 — липні 1996 рр. працював в акціонерному банку «INKO» на посадах юрисконсульта, старшого юрисконсульта та начальника юридичної служби.
У липні 1996 — січні 1997 рр. працював в українсько-американському ТОВ з іноземними інвестиціями Фірма «Байп Ко., ЛТД» на посадах заступника генерального директора та адміністративного директора.
У січні — квітні 1997 р. працював у ЗАТ «Недержавний фінансово-промисловий пенсійний фонд» на посаді начальника юридичної служби.
У квітні — червні 1997 р. працював в Українській державній кредитно-інвестиційній компанії на посаді начальника відділу цінних паперів департаменту власності та інвестицій.
У червні 1997 — вересні 1999 рр. працював у ЗАТ Інвестиційна компанія «Нафтаенерго Інвест» на посаді віце-президента.
У вересні 1997 — квітні 2001 рр. працював і виконував громадську роботу у Всеукраїнській громадській організації «Фонд підтримки регіональних ініціатив» на посаді генерального директора та віце-президента.
У квітні — вересні 2001 р. працював у ТОВ «Факторинговий дім» на посаді директора.
У вересні 2001 — вересні 2005 рр. працював в Акціонерній холдинговій компанії «Укрнафтопродукт» на посадах першого заступника голови правління та голови правління.
У жовтні 2005 — листопаді 2007 рр. працював в Українсько-американському ТОВ консалтингова компанія «Фарго» (в грудні 2006 року товариство перейменовано у ТОВ "Юридична фірма «Фарго») на посаді заступника генерального директора.
У грудні 2007 — грудні 2010 рр. працював у Голосіївські районній в місті Києві державній адміністрації на посаді заступника голови.
У січні 2011 — липні 2012 рр. працював у ТОВ "Клініка генетики репродукції «Вікторія» на посаді заступника директора.
Співзасновник Growford Institute (Global Research on Optimal Ways for Development Institute), який здійснює стратегічні глобальні дослідження у сфері економіки та фінансів, оцінює системні ризики та розробляє оптимальні моделі економічного розвитку для країн, регіонів і світу в цілому.

## Політична діяльність
У 2006–2010 рр. був обраний депутатом Голосіївської районної у місті Києві ради, голова постійної комісії з питань ефективного використання комунальної власності та оренди.
У квітні 2010 р. обраний головою Центрального виконавчого комітету політичної партії «УДАР (Український Демократичний Альянс за Реформи)».
З липня 2012 р. працює головою Центрального виконавчого комітету політичної партії «УДАР (Український Демократичний Альянс за Реформи)» на постійній основі.
З квітня 2010 р. і до тепер заступник голови політичної партії «УДАР (Український Демократичний Альянс за Реформи)», голова Київської міської організації партії.
У квітні 2012 р. очолив виборчий штаб партії «УДАР Віталія Кличка».
Народний депутат України 7-го скликання з 12 грудня 2012 до 27 листопада 2014 від партії «УДАР», № 5 в списку. Член Комітету з питань паливно-енергетичного комплексу, ядерної політики та ядерної безпеки.
Голова виборчого штабу Петра Порошенка на президентських виборах 2014.
Народний депутат України 8-го скликання з 27 листопада 2014 до 14 січня 2015 від партії «Блок Петра Порошенка», № 10 в списку. Член Комітету з питань паливно-енергетичного комплексу, ядерної політики та ядерної безпеки.
15 лютого 2019 року Віталій Ковальчук став керівником виборчого штабу кандидата в президенти України Петра Порошенка.
19 травня 2019 року звільнений з посади Першого заступника голови адміністрації Президента України, через інавгурацію нового Глави Держави.

### Декларація
- Е-декларація [Архівовано 22 Лютого 2019 у Wayback Machine.]